# Костино (Торопецкий район)
Костино — деревня в Торопецком районе Тверской области. Относится к Скворцовскому сельскому поселению.

## История
На топографической карте Фёдора Шуберта, изданной в 1871 году, обозначено село Костино. Имело 7 дворов.
В списке населённых мест Торопецкого уезда Псковской губернии за 1885 год значится почтовая станция Погорелово (Костино). 4 двора, 9 жителей.
На карте РККА 1923—1941 годов обозначены деревни Погорелое (4 двора) и Костино (35 дворов).

## География
Деревня расположена в 22 км к юго-западу от города Торопец. Ближайший населённый пункт — деревня Высокое.
Климат
Деревня, как и весь район, относится к умеренному поясу северного полушария и находится в области переходного климата от океанического к материковому. Лето с температурным режимом +15…+20 °С (днём +20…+25 °С), зима умеренно-морозная −10…-15 °С; при вторжении арктических воздушных масс до −30…-40 °С.
Среднегодовая скорость ветра 3,5—4,2 метра в секунду.

## Население
| 2010 |
| ---- |
| 6    |

Население по переписи 2002 года — 16 человек.
Национальный состав
Согласно результатам переписи 2002 года, в национальной структуре населения русские составляли 100 % от жителей.